# Austin Butler

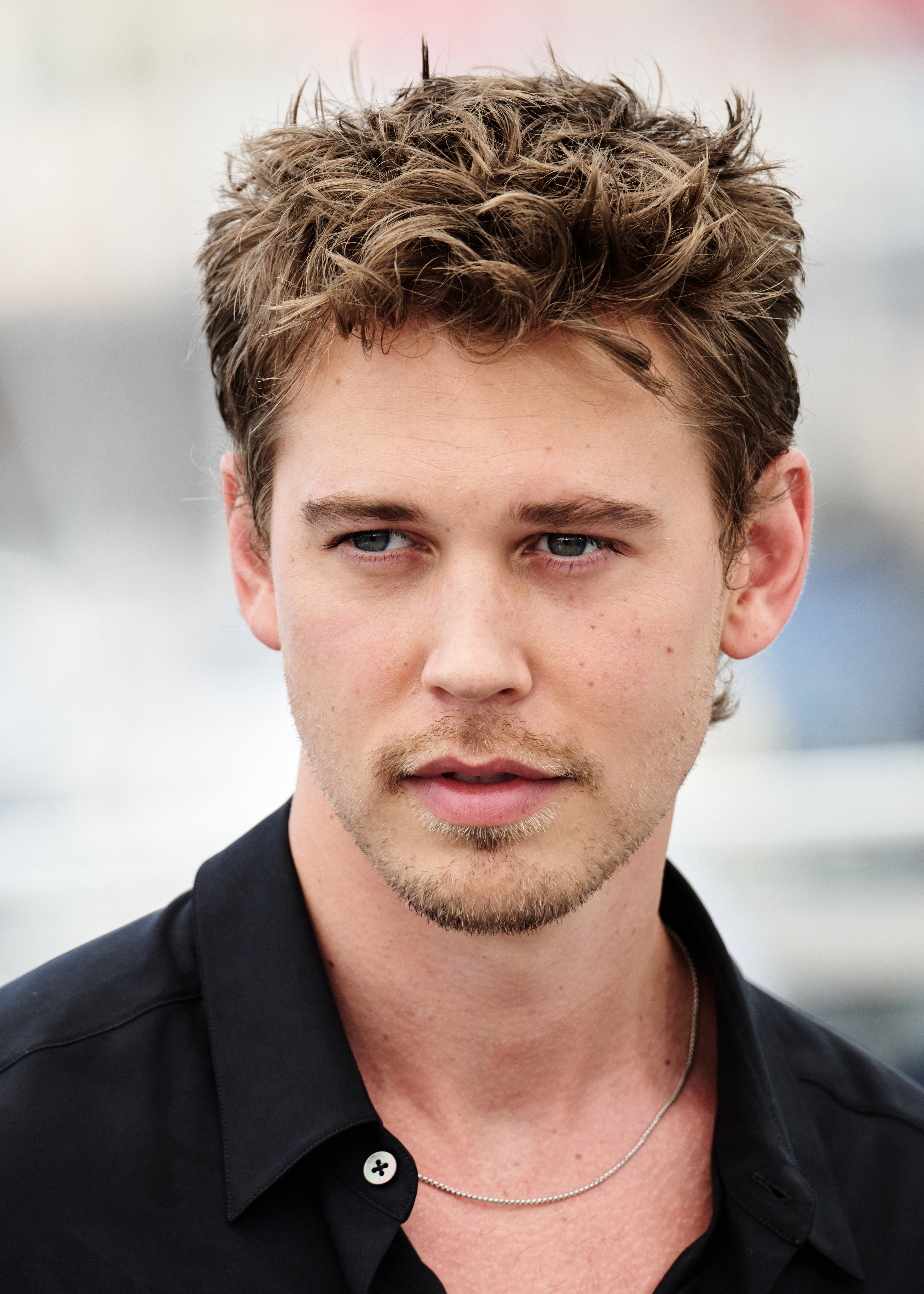
Austin Butler (2025)

Austin Robert Butler (* 17. August 1991 in Anaheim, Kalifornien) ist ein US-amerikanischer Schauspieler. Bekannt wurde er zunächst durch seine Rollen in den Serien Zoey 101 und The Carrie Diaries. Später übernahm er auch Rollen in Kinofilmen wie Die Eindringlinge, Once Upon a Time in Hollywood und Dune: Part Two.
Butlers' Darstellung des Musikers Elvis Presley im Biopic Elvis wurde mit weltweiter Anerkennung bedacht. Für diese Rolle wurde er mit dem Golden Globe und dem BAFTA ausgezeichnet und für den Critics’ Choice Movie Award, den Screen Actors Guild Award und den Oscar nominiert.

## Leben
Austin Butler wurde als Sohn von Lori und David Butler in Anaheim, bei Los Angeles, im US-Bundesstaat Kalifornien geboren. Sein Debüt als Schauspieler gab er als Nebendarsteller in der von Nickelodeon produzierten Jugendserie Neds ultimativer Schulwahnsinn, bei der auch seine ältere Schwester Ashley mitspielt. Von 2007 bis 2008 übernahm er in der vierten Staffel von Zoey 101 die Hauptrolle des James Garrett. Es folgten weitere Film- und Fernsehauftritte, unter anderem in Hannah Montana, iCarly, Jonas L.A., Zeke und Luther und Die Zauberer vom Waverly Place. 2009 war er in der Serie Ruby & the Rockits als Jordan Gallagher zu sehen, jedoch wurde die erfolglose Serie nach 10 Folgen eingestellt. 2010 wurde er für den Serienpiloten Betwixt für The CW gecastet, der jedoch nicht als Serie bestellt wurde.
Später stand er mit Ashley Tisdale für den Film Die Noobs – Klein aber gemein vor der Kamera. 2011 standen die beiden für den Disney Channel Original Movie Sharpays fabelhafte Welt zum zweiten Mal gemeinsam vor der Kamera. Außerdem war er von 2011 bis 2012 in der Nebenrolle des Wilke in der ABC-Family-Serie Switched at Birth zu sehen.
Im Oktober 2011 wurde er für den ABC-Family-Serienpiloten Intercept gecastet. Darin sollte es um eine Erfindung, die Verbrechen bekämpft, gehen, die mögliche Serie erhielt jedoch keine Bestellung. Am 3. März 2012 wurde bekannt gegeben, dass Butler die männliche Hauptrolle zu dem Sex-and-the-City-Prequel The Carrie Diaries des Senders The CW bekommen hat, die von Januar 2013 bis Januar 2014 auf dem Sender ausgestrahlt wurde. Von 2016 bis 2017 verkörperte er die Hauptrolle des Wil Ohmsford in der MTV-Fantasy-Fernsehserie The Shannara Chronicles, die auf dem gleichnamigen Roman von Terry Brooks basiert. Im Jahr 2019 war er in Nebenrollen in den Kinofilmen The Dead Don’t Die von Jim Jarmusch und Once Upon a Time in Hollywood von Quentin Tarantino zu sehen, in letzterem Film verkörperte er das mörderische „Manson Family“-Mitglied Charles Watson. Unter der Regie von Baz Luhrmann spielte Butler im Biopic Elvis (2022) die titelgebende Rolle des Elvis Presley.
Synchronisiert wurde Austin Butler im Deutschen von verschiedenen Sprechern, u. a. Till Völger (Life Unexpected), Roman Wolko (Switched at Birth) und Max Felder (The Shannara Chronicles, The Dead Don't Die). Inzwischen kommt überwiegend Patrick Roche zum Einsatz, erstmalig in Yoga Hosers.
Ende Juni 2023 wurde Butler Mitglied der Academy of Motion Picture Arts and Sciences.

## Filmografie (Auswahl)
- 2005–2007: Neds ultimativer Schulwahnsinn (Ned’s Declassified School Survival Guide, Fernsehserie, 41 Episoden)
- 2006, 2007: Hannah Montana (Fernsehserie, 2 Episoden)
- 2007: The Faithful (Kurzfilm)
- 2007: iCarly (Fernsehserie, Episode 1x04)
- 2007–2008: Zoey 101 (Fernsehserie, 11 Episoden)
- 2009: Die Noobs – Klein aber gemein (Aliens in the Attic)
- 2009: Ruby & the Rockits (Fernsehserie, 10 Episoden)
- 2009: Zeke und Luther (Zeke and Luther, Fernsehserie, Episode 1x17)
- 2010: Die Zauberer vom Waverly Place (Wizards of Waverly Place, Fernsehserie, Episode 3x11)
- 2010: Jonas L.A. (Fernsehserie, 2 Episoden)
- 2010: CSI: Miami (Fernsehserie, Episode 9x08)
- 2010: The Defenders (Fernsehserie, Episode 1x10)
- 2010: Betwixt (Fernsehfilm)
- 2010–2011: Life Unexpected – Plötzlich Familie (Life Unexpected, Fernsehserie, 10 Episoden)
- 2011: CSI: NY (Fernsehserie, Episode 7x17)
- 2011: Sharpay’s fabelhafte Welt (Sharpay’s Fabulous Adventure)
- 2011: The Bling Ring (Fernsehfilm)
- 2011: Are You There, Chelsea? (Fernsehserie, Episode 1x03)
- 2011–2012: Switched at Birth (Fernsehserie, 14 Episoden)
- 2012: My Uncle Rafael
- 2012: Intercept (Fernsehfilm)
- 2013–2014: The Carrie Diaries (Fernsehserie, 26 Episoden)
- 2014–2015: Arrow (Fernsehserie, 3 Episoden)
- 2015: Die Eindringlinge (The Intruders)
- 2016: Yoga Hosers
- 2016–2017: The Shannara Chronicles (Fernsehserie, 20 Episoden)
- 2018: Dude
- 2019: The Dead Don’t Die
- 2019: Once Upon a Time in Hollywood
- 2022: Elvis
- 2023: The Bikeriders
- 2024: Masters of the Air (Miniserie)
- 2024: Dune: Part Two
- 2025: Eddington

## Auszeichnungen (Auswahl)
Oscar
- 2023: Nominierung als Bester Hauptdarsteller (Elvis)

Golden Globe Award
- 2023: Auszeichnung als Bester Hauptdarsteller – Drama (Elvis)

British Academy Film Award
- 2023: Auszeichnung als Bester Hauptdarsteller (Elvis)

Screen Actors Guild Award
- 2023: Nominierung als Bester Hauptdarsteller (Elvis)

Critics’ Choice Movie Award
- 2023: Nominierung als Bester Hauptdarsteller (Elvis)